# 2-(2-butoxyethoxy)ethanol
2-(2-Butoxyethoxy)ethanol (diethylenglykolbutylether) je organická sloučenina patřící mezi glykolethery, používaná jako rozpouštědlo, v barvách a lacích, detergentech, a při zpracování textilu.

## Výroba a použití
Diethylenglykolmonobutylether se vyrábí reakcí ethylenoxidu s n-butanolem za přítomnosti zásaditého katalyzátoru.
Přidává se do pesticidů jako deaktivátor a stabilizátor. Tato látka je také meziproduktem výroby diethylenglykolmonobutylether-acetátu, diethylenglykoldibutyletheru, a piperonylacetátu. Využití má také jako dispergační činidlo pro vinylchloridové pryskyřice, jako složka brzdových kapalin, a jako rozpouštědlo mýdel a olejů v čisticích prostředcích. Diethylenglykolmonobutylether rovněž nachází využití jako rozpouštědlo nitrocelulózy, barev a polymerů a ve žvýkačkách.